# Wilfredo Caballero
Wilfredo Daniel Caballero Lazcano, detto Willy (Santa Elena, 28 settembre 1981), è un allenatore di calcio ed ex calciatore argentino, di ruolo portiere, vice allenatore del Chelsea.
Ha vinto l'oro olimpico al torneo calcistico di Atene 2004, nel quale è stato il secondo portiere alle spalle di Germán Lux.
Insieme a Nelson Dida, è uno degli unici due portieri nella storia del calcio ad essersi aggiudicati UEFA Champions League e Coppa Libertadores.

## Carriera

### Giocatore

#### Club

##### Gli inizi
Caballero inizia la sua carriera nel 2001, tra le file del Boca Juniors, dove vince tre titoli in altrettante stagioni.
Nel 2004 si trasferisce in Spagna, nell'Elche, ma nel 2006 ritorna in patria all'Arsenal de Sarandì, con la formula del prestito. Al termine della stagione rientra all'Elche, dove si afferma come portiere titolare per gli anni successivi.

##### Malaga
L'11 febbraio 2011 si trasferisce al Malaga, debuttando nel match pareggiato per 1-1 contro il Villarreal e imponendosi subito come titolare. Il 1º ottobre 2011 entra nel libro dei record della storia del Malaga: con 480 minuti di imbattibilità supera il precedente record di Pedro Contreras (429 minuti). Al termine della stagione 2011-2012 conduce gli andalusi ad uno storico quarto posto, che gli permette di esordire in Champions League.

##### Manchester City
L'8 luglio 2014 viene acquistato per sei milioni di euro dal Manchester City, dove ritrova come allenatore Manuel Pellegrini.

##### Chelsea
Il 1º luglio 2017, dopo essere rimasto svincolato, viene tesserato dal Chelsea per fare il secondo di Thibaut Courtois.
Il 29 maggio 2019 vince l'UEFA Europa League 2018-2019 in finale contro l'Arsenal (4-1).
Il 29 maggio 2021 si laurea campione d'europa, grazie alla vittoria del suo Chelsea nella finale della UEFA Champions League 2020-2021 contro il Manchester City. Il 4 giugno seguente lascia il club.

##### Southampton e ritiro
Rimasto svincolato, il 6 dicembre 2021 firma un contratto di un mese con il Southampton. Il 7 gennaio 2022 estende il proprio contratto con i saints sino al termine della stagione.
Al termine della stagione 2022-2023, dopo il termine del contratto con i Saints, all'età di 41 anni chiude la sua carriera da calciatore.

#### Nazionale
Ha partecipato alle Olimpiadi di Atene nel 2004, vincendo la medaglia d'oro, senza tuttavia mai scendere in campo. Successivamente è stato convocato per la Confederations Cup nel 2005, senza esordire. Nell'ottobre 2014, a quasi dieci anni di distanza, viene richiamato dal CT Gerardo Martino nella Nazionale argentina per le sfide amichevoli contro Croazia e Portogallo, ma neppure in quest'occasione scende in campo con la maglia dell'Albiceleste.
Torna a sorpresa nella lista della Nazionale maggiore argentina nel marzo 2018 quando viene convocato da Jorge Sampaoli per le amichevoli contro Italia e Spagna. Debutta in Nazionale il 23 marzo 2018 nella partita amichevole contro l'Italia vinta per 2-0 dall'Albiceleste.
Viene incluso nella lista dei convocati alla Coppa del Mondo 2018 in Russia, nel quale esordisce come titolare a causa dell'infortunio incorso a Sergio Romero. Fa il suo debutto nella manifestazione iridata il 16 giugno, in occasione del pareggio con l'Islanda. Scende in campo dal primo minuto anche nella seconda partita del gruppo, nella quale un suo errore decisivo spiana la strada al successo della Croazia per 3-0. A seguito di quell'errore le altre 2 partite disputate dall'Albiceleste sono state giocate da Franco Armani.

### Allenatore
Il 9 luglio 2023 il Leicester City annuncia il suo ingresso nello staff del tecnico italiano Enzo Maresca, con il ruolo di vice allenatore.

## Statistiche

### Presenze e reti nei club
Statistiche aggiornate al 30 giugno 2023.
| Stagione               | Squadra                | Campionato             | Campionato | Campionato | Coppe nazionali | Coppe nazionali | Coppe nazionali | Coppe continentali | Coppe continentali | Coppe continentali | Altre coppe | Altre coppe | Altre coppe | Totale | Totale |
| Stagione               | Squadra                | Comp                   | Pres       | Reti       | Comp            | Pres            | Reti            | Comp               | Pres               | Reti               | Comp        | Pres        | Reti        | Pres   | Reti   |
| ---------------------- | ---------------------- | ---------------------- | ---------- | ---------- | --------------- | --------------- | --------------- | ------------------ | ------------------ | ------------------ | ----------- | ----------- | ----------- | ------ | ------ |
| 2001-2002              | Boca Juniors           | SD                     | 4          | -5         | -               | -               | -               | CL                 | 0                  | 0                  | -           | -           | -           | 4      | -5     |
| 2002-2003              | Boca Juniors           | PD                     | 4          | -6         | -               | -               | -               | CL                 | 0                  | 0                  | -           | -           | -           | 4      | -6     |
| 2003-2004              | Boca Juniors           | PD                     | 7          | -10        | -               | -               | -               | CL                 | 4                  | -8                 | CInt        | 0           | 0           | 11     | -18    |
| 2004-2005              | Boca Juniors           | PD                     | 0          | 0          | -               | -               | -               | CS                 | 0                  | 0                  | RsA         | 0           | 0           | 0      | 0      |
| Totale Boca Juniors    | Totale Boca Juniors    | Totale Boca Juniors    | 15         | -21        |                 | -               | -               |                    | 4                  | -8                 |             | 0           | 0           | 19     | -29    |
| 2005-gen. 2006         | Elche                  | SD                     | 10         | -11        | CR              | -               | -               | -                  | -                  | -                  | -           | -           | -           | 10     | -11    |
| gen.-giu. 2006         | Arsenal Sarandí        | SD                     | 13         | -13        | -               | -               | -               | -                  | -                  | -                  | -           | -           | -           | 13     | -13    |
| 2006-2007              | Elche                  | SD                     | 39         | -41        | CR              | 2               | -1              | -                  | -                  | -                  | -           | -           | -           | 41     | -42    |
| 2007-2008              | Elche                  | SD                     | 38         | -41        | CR              | 2               | -4              | -                  | -                  | -                  | -           | -           | -           | 40     | -45    |
| 2008-2009              | Elche                  | SD                     | 38         | -41        | CR              | 1               | -2              | -                  | -                  | -                  | -           | -           | -           | 39     | -43    |
| 2009-2010              | Elche                  | SD                     | 39         | -50        | CR              | 1               | -3              | -                  | -                  | -                  | -           | -           | -           | 40     | -53    |
| 2010-gen. 2011         | Elche                  | SD                     | 22         | -18        | CR              | 0               | 0               | -                  | -                  | -                  | -           | -           | -           | 22     | -18    |
| Totale Elche           | Totale Elche           | Totale Elche           | 186        | -202       |                 | 6               | -10             |                    | -                  | -                  |             | -           | -           | 192    | -212   |
| gen.-giu. 2011         | Málaga                 | PD                     | 15         | -19        | CR              | -               | -               | -                  | -                  | -                  | -           | -           | -           | 15     | -19    |
| 2011-2012              | Málaga                 | PD                     | 28         | -35        | CR              | 4               | -6              | -                  | -                  | -                  | -           | -           | -           | 32     | -41    |
| 2012-2013              | Málaga                 | PD                     | 36         | -43        | CR              | 0               | 0               | UCL                | 11                 | -7                 | -           | -           | -           | 47     | -50    |
| 2013-2014              | Málaga                 | PD                     | 37         | -46        | CR              | 1               | -3              | -                  | -                  | -                  | -           | -           | -           | 38     | -49    |
| Totale Malaga          | Totale Malaga          | Totale Malaga          | 116        | -143       |                 | 5               | -9              |                    | 11                 | -7                 |             | -           | -           | 132    | -159   |
| 2014-2015              | Manchester City        | PL                     | 2          | -4         | FACup+CdL       | 2+2             | -3 + -2         | UCL                | 0                  | 0                  | CS          | 1           | -3          | 7      | -12    |
| 2015-2016              | Manchester City        | PL                     | 4          | -5         | FACup+CdL       | 3+6             | -5 + -7         | UCL                | 1                  | 0                  | -           | -           | -           | 14     | -17    |
| 2016-2017              | Manchester City        | PL                     | 17         | -13        | FACup+CdL       | 2+2             | 0 + -2          | UCL                | 6                  | -11                | -           | -           | -           | 27     | -26    |
| Totale Manchester City | Totale Manchester City | Totale Manchester City | 23         | -22        |                 | 17              | -19             |                    | 7                  | -11                |             | 1           | -3          | 48     | -55    |
| 2017-2018              | Chelsea                | PL                     | 3          | -4         | FACup+CdL       | 6+4             | -2 + -5         | UCL                | 0                  | 0                  | CS          | 0           | 0           | 13     | -11    |
| 2018-2019              | Chelsea                | PL                     | 2          | 0          | FACup+CdL       | 2+2             | 0 + -3          | UEL                | 2                  | -2                 | CS          | 1           | -2          | 9      | -7     |
| 2019-2020              | Chelsea                | PL                     | 5          | -7         | FACup+CdL       | 5+2             | -4 + -3         | UCL                | 2                  | -7                 | -           | -           | -           | 14     | -21    |
| 2020-2021              | Chelsea                | PL                     | 1          | -3         | FACup+CdL       | 0+1             | 0               | UCL                | 0                  | 0                  | -           | -           | -           | 2      | -3     |
| Totale Chelsea         | Totale Chelsea         | Totale Chelsea         | 11         | -14        |                 | 22              | -17             |                    | 4                  | -9                 |             | 1           | -2          | 38     | -42    |
| dic. 2021-2022         | Southampton            | PL                     | 2          | -5         | FACup+CdL       | 2+0             | -2 + 0          |                    | -                  | -                  |             | -           | -           | 4      | -7     |
| 2022-2023              | Southampton            | PL                     | 0          | 0          | FACup+CdL       | 0+1             | 0 + -1          |                    | -                  | -                  |             | -           | -           | 1      | -1     |
| Totale Southampton     | Totale Southampton     | Totale Southampton     | 2          | -5         |                 | 3               | -3              |                    | -                  | -                  |             | -           | -           | 5      | -8     |
| Totale carriera        | Totale carriera        | Totale carriera        | 367        | -418       |                 | 53              | -57             |                    | 26                 | -35                |             | 2           | -5          | 448    | -518   |

### Cronologia presenze e reti in nazionale
| Cronologia completa delle presenze e delle reti in nazionale ― Argentina | Cronologia completa delle presenze e delle reti in nazionale ― Argentina | Cronologia completa delle presenze e delle reti in nazionale ― Argentina | Cronologia completa delle presenze e delle reti in nazionale ― Argentina | Cronologia completa delle presenze e delle reti in nazionale ― Argentina | Cronologia completa delle presenze e delle reti in nazionale ― Argentina | Cronologia completa delle presenze e delle reti in nazionale ― Argentina | Cronologia completa delle presenze e delle reti in nazionale ― Argentina |
| Data                                                                     | Città                                                                    | In casa                                                                  | Risultato                                                                | Ospiti                                                                   | Competizione                                                             | Reti                                                                     | Note                                                                     |
| ------------------------------------------------------------------------ | ------------------------------------------------------------------------ | ------------------------------------------------------------------------ | ------------------------------------------------------------------------ | ------------------------------------------------------------------------ | ------------------------------------------------------------------------ | ------------------------------------------------------------------------ | ------------------------------------------------------------------------ |
| 23-3-2018                                                                | Manchester                                                               | Argentina                                                                | 2 – 0                                                                    | Italia                                                                   | Amichevole                                                               | -                                                                        |                                                                          |
| 27-3-2018                                                                | Madrid                                                                   | Spagna                                                                   | 6 – 1                                                                    | Argentina                                                                | Amichevole                                                               | -5                                                                       | 22’                                                                      |
| 29-5-2018                                                                | Buenos Aires                                                             | Argentina                                                                | 4 – 0                                                                    | Haiti                                                                    | Amichevole                                                               | -                                                                        |                                                                          |
| 16-6-2018                                                                | Mosca                                                                    | Argentina                                                                | 1 – 1                                                                    | Islanda                                                                  | Mondiali 2018 - 1º turno                                                 | -1                                                                       |                                                                          |
| 21-6-2018                                                                | Nižnij Novgorod                                                          | Argentina                                                                | 0 – 3                                                                    | Croazia                                                                  | Mondiali 2018 - 1º turno                                                 | -3                                                                       |                                                                          |
| Totale                                                                   |                                                                          | Presenze                                                                 | 5                                                                        |                                                                          | Reti                                                                     | -9                                                                       |                                                                          |

## Palmarès

### Club

#### Competizioni nazionali
- Campionato argentino: 1

Boca Juniors: Apertura 2003
- Coppa di Lega inglese: 1

Manchester City: 2015-2016
- Coppa d'Inghilterra: 1

Chelsea: 2017-2018

#### Competizioni internazionali
- Coppa Libertadores: 1

Boca Juniors: 2003
- Coppa Intercontinentale: 1

Boca Juniors: 2003
- UEFA Europa League: 1

Chelsea: 2018-2019
- UEFA Champions League: 1

Chelsea: 2020-2021

### Nazionale
- Campionato mondiale Under-20: 1

Argentina 2001
- Oro olimpico: 1

Atene 2004